# Inspectah Deck
Jason Hunter, mais conhecido por Inspectah Deck, (Bronx, Nova York, 6 de Julho de 1970), é um rapper e produtor musical americano. Deck é integrante do grupo Wu-Tang Clan e CZARFACE. Na carreira a solo não atingiu os mesmos níveis de sucesso de Method Man ou Ol' Dirty Bastard, porém é reverenciado por ter os melhores versos nos álbuns do grupo, e também como um dos melhores MCs do Clan, se não o melhor. Participou em videoclipes como Triumph e C.R.E.A.M.

## Discografia

### Álbuns
- 1999 - Uncontrolled Substance
- 2003 - The Movement
- 2006 - The Resident Patient

## Singles e EPs
- 1998 - "REC Room"
- 1999 - "Word On The Street"
- 2003 - "The Movement"
- 2003 - "Big City"

## Participações
- 1993 - Enter the Wu-Tang: 36 Chambers (álbum por Wu-Tang Clan)
- 1994 - "Mr. Sandman" (de Method Man álbum Tical)
- 1995 - "Guillotine (Swordz)" (de Raekwon álbum Only Built 4 Cuban Linx)
- 1995 - "Cold World" & "Duel of the Iron Mic" (de GZA álbum Liquid Swords)
- 1996 - "Assassination Day" (de Ghostface Killah álbum Ironman)
- 1996 - "Got My Mind Made Up" (de Tupac Shakur álbum All Eyez on Me)
- 1996 - "Let Me At Them" (canção por Wu-Tang Clan, de Tales Of The Hood soundtrack)
- 1996 - "America" (canção por the Wu-Tang Clan, de America Is Dying Slowly compilação)
- 1997 - "Semi Automatic Full Rap Metal Jacket" (canção por Wu-Tang Clan, de High School High soundtrack)
- 1997 - Wu-Tang Forever (álbum por Wu-Tang Clan)
- 1998 - "S.O.S." & "Execute Them" (de Wu-Tang Killa Bees: The Swarm compilação)
- 1998 - "Cross My Heart" (de Killah Priest álbum Heavy Mental)
- 1998 - "Spazzola", "Elements" & "Play IV Keeps" (de Method Man álbum Tical 2000: Judgement Day)
- 1998 - "Tres Leches (Triboro Trilogy)" (de Big Punisher álbum Capital Punishment)
- 1999 - "True Master" (de Pete Rock álbum Soul Survivor)
- 1999 - "Beneath The Surface" (de GZA álbum Beneath The Surface)
- 1999 - "Beneath The Surface (Remix)" (GZA single)
- 1999 - "Kiss Of A Black Widow" (de RZA álbum Bobby Digital In Stereo)
- 1999 - "No Exit (Extended Video Version)" (Blondie single)
- 1999 - "Above The Clouds" (de Gang Starr álbum Moment of Truth)
- 1999 - "Rumble" & "Glide" (de U-God álbum Golden Arms Redemption)
- 1999 - "Stay True" (de Ghostface Killah álbum Supreme Clientele)
- 2000 - "Verbal Slaughter" (de Cella Dwellas álbum The Last Shall Be First)
- 2000 - The W (álbum por Wu-Tang Clan)
- 2001 - Iron Flag (álbum por Wu-Tang Clan)
- 2001 - "Revenge" (de Cappadonna álbum  The Yin & The Yang)
- 2001 - "Speaking Real Words" (de 7L & Esoteric álbum  The Soul Purpose)
- 2002 - "Killa Beez" (de Wu-Tang Killa Bees: The Sting compilação)
- 2002 - "The X (Y'all Know The Name)" (de X-Ecutioners álbum Built From Scratch)
- 2003 - "Always NY" (de Mathematics álbum Love, Hell Or Right)
- 2003 - "Sparring Minds" (de GZA álbum Legend of the Liquid Sword)
- 2003 - "Get Away From The Door" (de Cappadonna álbum The Struggle)
- 2003 - "Musketeers of Pig Alley" (de Raekwon álbum The Lex Diamond Story)
- 2003 - Street Rap (de Mareko álbum White Sunday)
- 2004 - "Silverbacks" (de Masta Killa álbum No Said Date)
- 2004 - Disciples of the 36 Chambers: Chapter 1 (álbum por Wu-Tang Clan)
- 2005 - "Strawberries & Cream" & "Spot Lite" (de Mathematics álbum The Problem)
- 2005 - "A Star Is Born" (de Streetlife álbum Street Education)
- 2006 - "9 Milli Bros." (de Ghostface Killah álbum Fishscale)
- 2006 - "Street Corner" (de Masta Killa álbum Made in Brooklyn)
- 2006 - "Everything" (de Method Man álbum 4:21...The Day After)